# 日本病院団体協議会
日本病院団体協議会（にほんびょういんだんたいきょうぎかい。通称：日病協＝にちびょうきょう）とは、全国公私病院連盟、全国自治体病院協議会、全日本病院協会、日本医療法人協会、日本私立医科大学協会、日本精神科病院協会、日本病院会、国立病院機構、国立大学病院、日本療養病床学会、労働者健康安全機構、日本社会医療法人協議会、日本慢性期医療協会、日本リハビリテーション病院・施設協会、地域包括ケア推進病棟協会の合計15団体が参加している日本の病院団体の集まり。参加団体の病院総数は全国の病院施設のうちの約80%のシェアを占める。
平成17年4月26日、病院10団体が「日本病院団体協議会」を結成。病院団体の大同団結のように思われるが「自主的なきわめて緩やかな連携を模索する集合体」であり、全員一致を原則として、ある程度の意見や意思を表明することを目指している。
ちなみに過去にも、日本病院会や全国公私病院連盟など20団体が参加して「全国病院団体連合」を、1993年に発足させたことはあるが、現在はまったく活動していない。また、四病院団体協議会もあるが、こちらは基本的に民間病院団体の集まりとして活動している。
厚生労働省におかれる諮問機関の中央社会保険医療協議会の2号側（診療側）委員の推薦や、医師不足問題、医療計画制度のあり方、入院基本料や外来診療料の矛盾や診療科格差、医療安全対策などを中心に、要望・提言の提出などの活動をしている。